# Enicognathus
Enicognathus is een geslacht van vogels uit de familie papegaaien van Afrika en de Nieuwe Wereld (Psittacidae). De naam Enicognathus werd ook gebruikt voor een geslacht van slangen, maar deze wordt niet meer erkend.

## Soorten
Het geslacht kent de volgende soorten:
- Enicognathus ferrugineus – Magelhaenparkiet
- Enicognathus leptorhynchus – Langsnavelparkiet